# Ульріке Мейфарт
Ульріке Мейфарт (нім. Ulrike Meyfarth, нар. 4 травня 1956, Франкфурт-на-Майні, ФРН) — німецька легкоатлетка, що спеціалізується на стрибках у висоту, дворазова олімпійська чемпіонка (1972 та 1984 роки), чемпіонка Європи.

## Кар'єра
| Рік             | Змагання                       | Місто                 | Місце           | Примітки        |                 |
| Представник ФРН | Представник ФРН                | Представник ФРН       | Представник ФРН | Представник ФРН | Представник ФРН |
| --------------- | ------------------------------ | --------------------- | --------------- | --------------- | --------------- |
| 1971            | Чемпіонат Європи               | Фінляндія, Гельсінкі  | 30 (кв.)        | 1.68 м          |                 |
| 1972            | Олімпійські ігри               | Мюнхен, ФРН           | 1               | 1.92 м          |                 |
| 1973            | Чемпіонат Європи серед юніорів | Дуйсбург, ФРН         | 2               | 1.80 м          |                 |
| 1974            | Чемпіонат Європи               | Рим, Італія           | 7               | 1.83 м          |                 |
| 1976            | Чемпіонат Європи в приміщенні  | Мюнхен, ФРН           | 2               | 1.89 м          |                 |
| 1976            | Олімпійські ігри               | Монреаль, Канада      | 22 (кв.)        | 1.78 м          |                 |
| 1978            | Чемпіонат Європи               | Прага, Чехословаччина | 5               | 1.91 м          |                 |
| 1979            | Чемпіонат Європи в приміщенні  | Відень, Австрія       | 3               | 1.80 м          |                 |
| 1980            | Чемпіонат Європи в приміщенні  | Зіндельфінген, ФРН    | 11              | 1.80 м          |                 |
| 1981            | Чемпіонат Європи в приміщенні  | Гренобль, Франція     | 4               | 1.88 м          |                 |
| 1982            | Чемпіонат Європи в приміщенні  | Мілан, Італія         | 1               | 1.99 м          |                 |
| 1982            | Чемпіонат Європи               | Афіни, Греція         | 1               | 2.02 м          |                 |
| 1983            | Чемпіонат світу                | Гетеборг, Фінляндія   | 2               | 1.99 м          |                 |
| 1984            | Чемпіонат Європи в приміщенні  | Гетеборг, Швеція      | 1               | 1.95 м          |                 |
| 1984            | Олімпійські ігри               | Лос-Анджелес, США     | 1               | 2.02 м          |                 |